# Рудница (Ленинградская область)
Рудница — деревня в Старопольском сельском поселении Сланцевского района Ленинградской области.

## История
Впервые упоминается в писцовых книгах Шелонской пятины 1498 года, как деревня Руднец в Сумерском погосте Новгородского уезда.
Затем, как деревня Рудница, состоящая из 33 крестьянских дворов, она упоминается на карте Санкт-Петербургской губернии Ф. Ф. Шуберта 1834 года.

РУДНИЦА — деревня принадлежит её величеству, число жителей по ревизии: 119 м. п., 135 ж. п. (1838 год)

Деревня Рудница из 33 дворов отмечена на карте профессора С. С. Куторги 1852 года.

РУДНИЦА — деревня Гдовского её величества имения, по просёлочной дороге, число дворов — 34, число душ — 118 м. п. (1856 год)

РУДНИЦА — деревня удельная при колодце, число дворов — 33, число жителей: 121 м. п., 146 ж. п.; Часовня православная. (1862 год) 

В XIX — начале XX века деревня административно относилась к Старопольской волости 2-го земского участка 1-го стана Гдовского уезда Санкт-Петербургской губернии.
Согласно Памятной книжке Санкт-Петербургской губернии 1905 года деревня образовывала Рудницкое сельское общество.
С марта 1917 года, деревня находилась в составе Чудско-Горского сельсовета Старопольской волости Гдовского уезда.

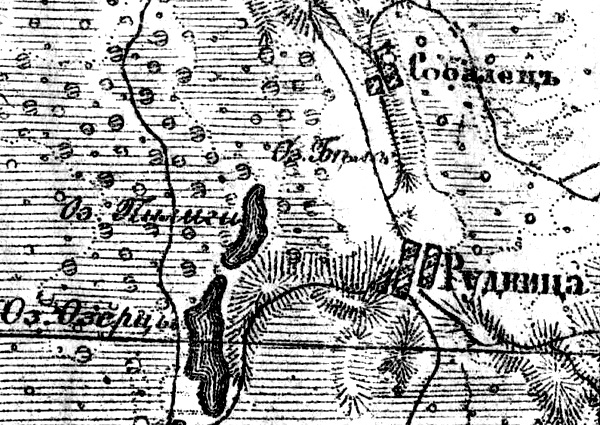
Деревня Рудница на карте 1919 года

С февраля 1924 года, в составе Заклепского сельсовета.
С февраля 1927 года, в составе Ложголовской волости Кингисеппского уезда.
С августа 1927 года, в составе Осьминского района.
В 1928 году население деревни составляло 339 человек.
По данным 1933 года деревня Рудница входила в состав Велетовского сельсовета Осьминского района.
С 1 августа 1941 года по 31 января 1944 года, германская оккупация.
С 1961 года, в составе Сланцевского района.
С 1963 года, в составе Кингисеппского района.
По состоянию на 1 августа 1965 года деревня Рудница входила в состав Старопольского сельсовета Кингисеппского района. С ноября 1965 года, вновь в составе Сланцевского района. В 1965 году население деревни составляло 28 человек.
По данным 1973 года деревня Рудница входила в состав Поречского сельсовета.
По данным 1990 года деревня Рудница входила в состав Овсищенского сельсовета.
В 1997 году в деревне Рудница Овсищенской волости не было постоянного населения, в 2002 году проживали 4 человека (русские — 75 %).
В 2007 году в деревне Рудница Старопольского СП постоянного населения не было, в 2010 году проживали 6 человек.

## География
Деревня расположена в восточной части района на автодороге 41К-815 (Рудница — Марино).
Расстояние до административного центра поселения — 5 км.
Расстояние до ближайшей железнодорожной станции Веймарн — 55 км.
Деревня находится в верховьях реки Рудинка.

## Демография
| 1862 | 2007 | 2010 | 2017 |
| ---- | ---- | ---- | ---- |
| 267  | ↘0   | ↗6   | ↘0   |

## Известные уроженцы
- Пётр Иванович Егоров (1899—1967) — член-корреспондент АМН СССР (1948), генерал-майор медицинской службы.